# Tsamba-Magotsi
La Tsamba-Magotsi est un département de la province de la Ngounié au Gabon. Sa préfecture est Fougamou.